# شکاف بالایی کاسه چشم
شکاف بالایی کاسه چشم (به انگلیسی: Superior orbital fissure) شکافی است در بین بال‌های کوچک و بزرگ اسفنوئید. از این شکاف، عصب اکولومونور، تروکلئار و ابدوسنس، شاخه اوفتالمیک عصب تریجمینال، ورید افتالمیک فوقانی و لیمفاتیک‌هایی که از حفرهٔ کرانیال وارد اوربیت می‌شوند، عبور می‌کنند.